# 第12機甲歩兵旅団
第12「グアダラマ」機甲歩兵旅団（だい12グアダラマきこうほへいりょだん、スペイン語：Brigada de Infantería Acorazada "Guadarrama" XII、略語：BRIAC XII）は、スペイン陸軍の旅団の一つ。1966年2月1日に編成され、当初は第1「ブルネテ」機甲師団隷下にあって、2006年の再編成により重戦力集団司令部隷下となっている。旅団司令部をマドリード近郊北方のエル・ゴロソに置くスペイン陸軍唯一の機甲部隊である。

## 歴史
1965年1月の参謀本部指令を基に陸軍監察官令165/142号の下で第11「グアダラマ」師団は解隊され、代わりに介入部隊を構成する第1「ブルネテ」機甲師団隷下の旅団として編成される。これで第12旅団は第11旅団と共に機械化される。旅団は1966年2月1日に編成され、基幹部隊には第31「アストゥリアス」機械化歩兵連隊と第61「トレド」機械化歩兵連隊で、同年2月には第31アストゥリアス連隊隷下大隊にM113A1装甲兵員輸送車が配備される。第61トレド連隊隷下の2個大隊にはM48戦車およびM47A1戦車が配備され1972年まで使用される。第12砲兵群にはM-37 105mm榴弾砲が配備され、1967年にはM114 155mm榴弾砲に更新される。
1970年に全旅団の再編成は完了する。第61トレド連隊はエル・ゴロソに移駐する。1974年に旅団はスペイン領サハラの領土問題で騒擾が発生し、これに対して出動する。サハラには第61連隊第2自動車化大隊と第12砲兵群が派遣され同年10月19日に上陸する。1975年6月24日に派遣部隊は撤収する。
1977年に第61トレド連隊は最初のフランス製AMX-30戦車を受領する。1978年に第12砲兵群はM109A1B 155mm自走榴弾砲の配備が開始される。1985年の再編成でエル・ゴレソ基地支援隊が編成され、「基地」概念の構築の結果、旅団の多様な任務に貢献している。1992年に第61トレド連隊にM60A3 TTS戦車が配備される。ノルテ計画に従って1996年1月から再編成が開始され、第12「グアダラマ」機甲歩兵旅団に改編されて第1「ブルネテ」機械化師団の隷下となる。1997年1月1日に通信中隊が旅団司令部に統合される。また教導大隊は解隊され工兵中隊は工兵隊に改編される。
1998年12月から1999年4月にかけて旅団はSPABRI IX「グアダラマ」スペイン旅団に加わりボスニア・ヘルツェゴビナでの平和維持活動に参加する。また、2000年8月から12月には旅団の全部隊から抽出されたSPAGT XI戦術グループが編組され、平和安定化部隊（SFOR）に参加する。2002年には第31アストゥリアス連隊にピサロ歩兵戦闘車の配備が開始され年間を通じてM113装甲車から更新される。同年5月から11月までは旅団隷下部隊をもってSPAGT XVIII「マドリデホス」グループを編組してユーゴスラビア領内に移動している。2004年末には第61トレド連隊にレオパルト2E戦車の受領を開始し2005年内に隷下1個大隊の編制定数を満たしている。
2005年3月から10月までは旅団の全部隊が抽出されKSPAGT XIII「アストゥリアス」スペイン・グループが編組され、コソボに派遣される。2006年には王令4月発行416/2006号に従って陸軍内に重戦力集団の編制が決定される。これに陸軍内の全機械化部隊が集約されるため、大臣令114/2006号に従い第1「ブルネテ」機械化師団が解隊・改編される。2006年11月から再編成が開始され旅団は重戦力集団の中核部隊となる。
2006年12月から2007年6月までKSPFOR XVII「トレド」グループが編組され旅団が基幹部隊に指定される。2008年12月から2009年4月まで旅団の全部隊が抽出されL/H-VII多国籍旅団に組み込まれレバノンでの平和維持活動に参加している。

## 編制
- 旅団司令部および司令部大隊　在マドリード州エル・ゴロソ
- 第31機械化歩兵連隊「アストゥリアス」、第31連隊第1大隊「コバドンガ」
- 第61機甲歩兵連隊「トレド」
  - 第61連隊第2大隊「ワド＝ラス」
  - 第61連隊第3大隊「レオン」
- 第12機甲偵察大隊
- 第12自走砲群
- 第12後方支援群
- 第12機械化工兵大隊
- 第12通信中隊